# Go ai XIX Giochi asiatici – Maschile individuale

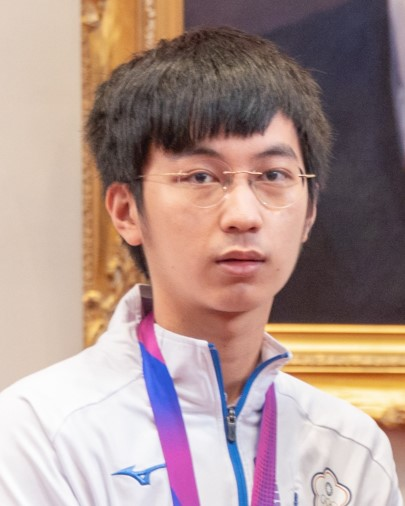
Xu Haohong, vincitore della medaglia d'oro, ricevuto dal Presidente della Repubblica di Cina

La competizione di Go maschile individuale ai XIX Giochi asiatici di Hangzhou, Cina, si è disputata tra il 24 e il 28 settembre 2023 nella Hangzhou Qi-Yuan Chess Hall.
| Oro                 | Argento         | Bronzo                |
| Xu Haohong 9p (TPE) | Ke Jie 9p (CHN) | Shin Jin-seo 9p (KOR) |

## Programma
Tutti gli orari sono dati nel tempo standard cinese (UTC+8)
| Data                        | Orario | Evento                                   |
| --------------------------- | ------ | ---------------------------------------- |
| Domenica, 24 settembre 2023 | 09:30  | Turno preliminare - Gruppo A & B Turno 1 |
| Domenica, 24 settembre 2023 | 15:00  | Turno preliminare - Gruppo A & B Turno 2 |
| Lunedì, 25 settembre 2023   | 09:30  | Turno preliminare - Gruppo A & B Turno 3 |
| Lunedì, 25 settembre 2023   | 15:00  | Turno preliminare - Gruppo A & B Turno 4 |
| Martedì, 26 settembre 2023  | 09:30  | Turno preliminare - Gruppo A & B Turno 5 |
| Martedì, 26 settembre 2023  | 15:00  | Turno preliminare - Gruppo A & B Turno 6 |
| Mercoledì, 27 settembre     | 15:00  | Quarti di finali                         |
| Giovedì, 28 settembre       | 9:30   | Semifinali                               |
| Giovedì, 28 settembre       | 15:00  | Finale oro e Finale bronzo               |

## Formato
La competizione è suddivisa in due fasi. La prima fase, i preliminari, adotta un sistema a punti ed è divisa in due gruppi, A e B, con 6 turni ciascuno. I primi quattro giocatori di ogni gruppo passano alla seconda fase. La seconda fase, i quarti di finale, adotta un sistema a eliminazione diretta. Le partite si disputano tutte con un tempo principale di 1 ora, più 30 secondi di byo-yomi.
Nella competizione individuale maschile sono presenti 9 rappresentative nazionali e regionali, con 18 atleti partecipanti, 2 per squadra.

### Partecipanti
Cina
Ke Jie 9p, Yang Dingxin 9p
 Corea del Sud
Park Jung-hwan 9p, Shin Jin-seo 9p
 Giappone
Shibano Toramaru 9p, Ichiriki Ryo 9p
 Hong Kong
Chan Chi Hin 6d, Chan Nai San 6d
 Macao
Sam In Hang 5d, Lou Wan Kao 5d
 Malaysia
Lee Shou Kai 5d, Chang Fukang 2p
 Taipei cinese
Xu Haohong 9p, Lai Junfu 8p
 Singapore
Kang Zhanbin 6p, Kwa Jie Hui 6d
 Thailandia
Sornarra Pongsakarn 5d, Karuehawanit Wichrich 6d
Di seguito al nome è indicato il livello, seguito da 'p' per i professionisti e 'd' per i dilettanti.

## Eliminatorie

### Girone A
| Pos. | Giocatore                | Pt | SOS | V | Bye | P |
| ---- | ------------------------ | -- | --- | - | --- | - |
| 1    | Shin Jin-seo 9p          | 12 | 42  | 6 |     | 0 |
| 2    | Yang Dingxin 9p          | 10 | 42  | 5 |     | 1 |
| 3    | Xu Haohong 9p            | 8  | 40  | 4 |     | 2 |
| 4    | Shibano Toramaru 9p      | 6  | 38  | 2 | 1   | 3 |
| 5    | Karuehawanit Wichrich 6d | 6  | 38  | 2 | 1   | 3 |
| 5    | Chan Chi Hin 6d          | 6  | 38  | 2 | 1   | 3 |
| 7    | Kwa Jie Hui 6d           | 6  | 30  | 2 | 1   | 3 |
| 8    | Sam In Hang 5d           | 4  | 32  | 1 | 1   | 4 |
| 9    | Lee Shou Kai 5d          | 2  | 30  | 0 | 1   | 5 |

Turno preliminare A 1, 24 settembre, 9:30
| Nero                | Punteggio | Bianco                   |
| ------------------- | --------- | ------------------------ |
| Xu Haohong 9p       | N+R       | Lee Shou Kai 5d          |
| Chan Chi Hin 6d     | N+R       | Karuehawanit Wichrich 6d |
| Shin Jin-seo 9p     | N+R       | Yang Dingxin 9p          |
| Sam In Hang 5d      | B+R       | Kwa Jie Hui 6d           |
| Shibano Toramaru 9p | 2–0       | bye                      |

Turno preliminare A 2, 24 settembre, 15:00
| Nero                | Punteggio | Bianco                   |
| ------------------- | --------- | ------------------------ |
| Shibano Toramaru 9p | N+R       | Kwa Jie Hui 6d           |
| Shin Jin-seo 9p     | N+R       | Chan Chi Hin 6d          |
| Sam In Hang 5d      | B+R       | Xu Haohong 9p            |
| Yang Dingxin 9p     | N+R       | Karuehawanit Wichrich 6d |
| Lee Shou Kai 5d     | 2–0       | bye                      |

Turno preliminare A 3, 25 settembre, 9:30
| Nero                     | Punteggio | Bianco              |
| ------------------------ | --------- | ------------------- |
| Xu Haohong 9p            | B+R       | Shin Jin-seo 9p     |
| Lee Shou Kai 5d          | B+R       | Shibano Toramaru 9p |
| Chan Chi Hin 6d          | B+R       | Yang Dingxin 9p     |
| Karuehawanit Wichrich 6d | N+R       | Kwa Jie Hui 6d      |
| Sam In Hang 5d           | 2–0       | bye                 |

Turno preliminare A 4, 25 settembre, 15:00
| Nero                     | Punteggio | Bianco          |
| ------------------------ | --------- | --------------- |
| Shibano Toramaru 9p      | B+R       | Shin Jin-seo 9p |
| Yang Dingxin 9p          | N+R       | Xu Haohong 9p   |
| Karuehawanit Wichrich 6d | N+R       | Sam In Hang 5d  |
| Kwa Jie Hui 6d           | N+R       | Lee Shou Kai 5d |
| Chan Chi Hin 6d          | 2–0       | bye             |

Turno preliminare A 5, 26 settembre, 9:30
| Nero                     | Punteggio | Bianco              |
| ------------------------ | --------- | ------------------- |
| Shin Jin-seo 9p          | N+R       | Kwa Jie Hui 6d      |
| Yang Dingxin 9p          | N+R       | Shibano Toramaru 9p |
| Xu Haohong 9p            | N+R       | Chan Chi Hin 6d     |
| Lee Shou Kai 5d          | B+R       | Sam In Hang 5d      |
| Karuehawanit Wichrich 6d | 2–0       | bye                 |

Turno preliminare A 6, 26 settembre, 15:00
| Nero                | Punteggio | Bianco                   |
| ------------------- | --------- | ------------------------ |
| Shin Jin-seo 9p     | N+R       | Karuehawanit Wichrich 6d |
| Sam In Hang 5d      | B+R       | Yang Dingxin 9p          |
| Shibano Toramaru 9p | B+R       | Xu Haohong 9p            |
| Chan Chi Hin 6d     | N+R       | Lee Shou Kai 5d          |
| Kwa Jie Hui 6d      | 2–0       | bye                      |

### Girone B
| Pos. | Giocatore              | Pt | SOS | V | Bye | P |
| ---- | ---------------------- | -- | --- | - | --- | - |
| 1    | Ke Jie 9p              | 12 | 42  | 6 |     | 0 |
| 2    | Park Jung-hwan 9p      | 10 | 38  | 4 | 1   | 1 |
| 3    | Ichiriki Ryo 9p        | 8  | 38  | 4 |     | 2 |
| 4    | Lai Junfu 8p           | 8  | 36  | 3 | 1   | 2 |
| 5    | Chan Nai San 6d        | 6  | 40  | 3 |     | 3 |
| 6    | Kang Zhanbin 6p        | 6  | 34  | 2 | 1   | 3 |
| 7    | Sornarra Pongsakarn 5d | 4  | 36  | 1 | 1   | 4 |
| 8    | Chang Fukang 2p        | 4  | 34  | 1 | 1   | 4 |
| 9    | Lou Wan Kao 5d         | 2  | 28  | 0 | 1   | 5 |

Turno preliminare B 1, 24 settembre, 9:30
| Nero              | Punteggio | Bianco                 |
| ----------------- | --------- | ---------------------- |
| Park Jung-hwan 9p | B+R       | Ke Jie 9p              |
| Ichiriki Ryo 9p   | N+R       | Chang Fukang 2p        |
| Lai Junfu 8p      | N+R       | Chan Nai San 6d        |
| Lou Wan Kao 5d    | B+R       | Sornarra Pongsakarn 5d |
| Kang Zhanbin 6p   | 2–0       | bye                    |

Turno preliminare B 2, 24 settembre, 15:00
| Nero                   | Punteggio | Bianco          |
| ---------------------- | --------- | --------------- |
| Sornarra Pongsakarn 5d | B+R       | Kang Zhanbin 6p |
| Ke Jie 9p              | N+R       | Lai Junfu 8p    |
| Chan Nai San 6d        | B+R       | Ichiriki Ryo 9p |
| Chang Fukang 2p        | N+R       | Lou Wan Kao 5d  |
| Park Jung-hwan 9p      | 2–0       | bye             |

Turno preliminare B 3, 25 settembre, 9:30
| Nero                   | Punteggio | Bianco          |
| ---------------------- | --------- | --------------- |
| Ke Jie 9p              | N+R       | Ichiriki Ryo 9p |
| Park Jung-hwan 9p      | N+R       | Kang Zhanbin 6p |
| Chang Fukang 2p        | B+R       | Lai Junfu 8p    |
| Chan Nai San 6d        | N+R       | Lou Wan Kao 5d  |
| Sornarra Pongsakarn 5d | 2–0       | bye             |

Turno preliminare B 4, 25 settembre, 15:00
| Nero            | Punteggio | Bianco                 |
| --------------- | --------- | ---------------------- |
| Kang Zhanbin 6p | B+R       | Ke Jie 9p              |
| Lai Junfu 8p    | N+R       | Sornarra Pongsakarn 5d |
| Ichiriki Ryo 9p | B+R       | Park Jung-hwan 9p      |
| Chan Nai San 6d | N+R       | Chang Fukang 2p        |
| Lou Wan Kao 5d  | 2–0       | bye                    |

Turno preliminare B 5, 26 settembre, 09:30
| Nero              | Punteggio | Bianco                 |
| ----------------- | --------- | ---------------------- |
| Ke Jie 9p         | N+R       | Sornarra Pongsakarn 5d |
| Park Jung-hwan 9p | N+R       | Lai Junfu 8p           |
| Kang Zhanbin 6p   | B+R       | Chan Nai San 6d        |
| Lou Wan Kao 5d    | B+R       | Ichiriki Ryo 9p        |
| Chang Fukang 2p   | 2–0       | bye                    |

Turno preliminare B 6, 26 settembre, 15:00
| Nero                   | Punteggio | Bianco            |
| ---------------------- | --------- | ----------------- |
| Chan Nai San 6d        | B+18,5    | Ke Jie 9p         |
| Chang Fukang 2p        | B+R       | Park Jung-hwan 9p |
| Sornarra Pongsakarn 5d | B+R       | Ichiriki Ryo 9p   |
| Lou Wan Kao 5d         | B+R       | Kang Zhanbin 6p   |
| Lai Junfu 8p           | 2–0       | bye               |

## Finali
|  | Quarti di finale       | Quarti di finale |                     |                 | Semifinali                | Semifinali                |  |  | Finale              | Finale |
|  |                        |                  |                     |                 |                           |                           |  |  |                     |        |
|  | 27 settembre, 15:00    |                  |                     |                 |                           |                           |  |  |                     |        |
|  |                        |                  |                     |                 |                           |                           |  |  |                     |        |
|  | A1 Shin Jin-seo 9p     | N+3,5            |                     |                 |                           |                           |  |  |                     |        |
|  | A1 Shin Jin-seo 9p     | N+3,5            | 28 settembre, 9:30  |                 |                           |                           |  |  |                     |        |
|  | B4 Lai Junfu 8p        |                  |                     |                 |                           |                           |  |  |                     |        |
|  | Shin Jin-seo 9p        |                  |                     |                 |                           |                           |  |  |                     |        |
|  | 27 settembre, 15:00    |                  |                     |                 |                           |                           |  |  |                     |        |
|  |                        | Xu Haohong 9p    | B+R                 |                 |                           |                           |  |  |                     |        |
|  | A3 Xu Haohong 9p       | Xu Haohong 9p    | B+R                 | B+0,5           |                           |                           |  |  |                     |        |
|  | A3 Xu Haohong 9p       |                  | 28 settembre, 15:00 | B+0,5           |                           |                           |  |  |                     |        |
|  | B2 Park Jung-hwan 9p   |                  |                     |                 |                           |                           |  |  |                     |        |
|  | Xu Haohong 9p          | N+1,5            |                     |                 |                           |                           |  |  |                     |        |
|  | Xu Haohong 9p          | N+1,5            | 27 settembre, 15:00 |                 |                           |                           |  |  |                     |        |
|  |                        | Ke Jie 9p        |                     |                 |                           |                           |  |  |                     |        |
|  | A2 Yang Dingxin 9p     |                  |                     |                 |                           |                           |  |  |                     |        |
|  | 28 settembre, 9:30     |                  |                     |                 |                           |                           |  |  |                     |        |
|  | B3 Ichiriki Ryo 9p     | B+R              |                     |                 |                           |                           |  |  |                     |        |
|  | B3 Ichiriki Ryo 9p     | B+R              | Ichiriki Ryo 9p     |                 | Finale per il terzo posto | Finale per il terzo posto |  |  |                     |        |
|  | 27 settembre, 15:00    |                  | Ichiriki Ryo 9p     |                 | Finale per il terzo posto | Finale per il terzo posto |  |  |                     |        |
|  |                        | Ke Jie 9p        | B+R                 |                 |                           |                           |  |  |                     |        |
|  | A4 Shibano Toramaru 9p | Ke Jie 9p        | B+R                 |                 | Shin Jin-seo 9p           | B+R                       |  |  |                     |        |
|  | A4 Shibano Toramaru 9p |                  |                     |                 | Shin Jin-seo 9p           | B+R                       |  |  |                     |        |
|  | B1 Ke Jie 9p           | B+R              |                     | Ichiriki Ryo 9p |                           |                           |  |  |                     |        |
|  | B1 Ke Jie 9p           | B+R              |                     |                 |                           |                           |  |  |                     |        |
|  |                        |                  |                     |                 |                           |                           |  |  | 28 settembre, 15:00 |        |
|  |                        |                  |                     |                 |                           |                           |  |  |                     |        |